# Давлетмирзаев, Муталип Ахмадович
Мутали́п Ахма́дович Давлетмирза́ев (18 апреля 1939, Валерик, Чечено-Ингушская АССР — 10 декабря 2023) — советский и российский чеченский актёр и театральный педагог. Один из ведущих артистов Чеченского драматического театра. Народный артист Чечено-Ингушской АССР (1977), Народный артист РСФСР (1989), лауреат Государственной премии РСФСР имени К. С. Станиславского (1983).

## Биография
Родился 18 апреля 1939 года в селе Валерик в Чечено-Ингушетии. Ему не было и четырёх, когда скончался его отец. Матери пришлось самой поднимать своих семерых детей. Вскоре последовала новая беда — депортация чеченцев и ингушей. В результате семья оказалась в селении Сунки Мендигоринского района Кустанайской области Казахской ССР.
Чтобы накормить младших членов семьи старший брат Муталипа начал сапожничать. В поисках пропитания семья переезжала из одного села в другое. Муталип с отличием окончил школу. После реабилитации чеченцев и ингушей семья вернулась на родину.
В 1957 году пытался поступить в Грозненский нефтяной институт. Когда это не удалось, поступил в ЛГИТМиК имени Александра Островского. Во многом это решение объяснялось желанием Давлетмирзаева побывать в Ленинграде. Его дипломной работой стала роль монаха Лоренцо в спектакле «Ромео и Джульетта».
После окончания института в 1962 году вернулся домой и начал работу в театре имени Ханпаши Нурадилова. В первые же годы ему начали доверять главные роли. Он сыграл Печорина в спектакле «Бэла» Михаила Лермонтова (режиссёр Пётр Харлип), Апполонио Сельвиро в спектакле «День рождения Терезы» Георгия Мдивани (режиссёр И. Савельев), поручика Ярового в спектакле «Любовь Яровая» Константина Тренёва (режиссёр Пётр Харлип), маркиза Форлипополи в спектакле «Хозяйка гостиницы» Карло Гольдони (режиссёр А. Ридаль), Тристана в спектакле «Собака на сене» Лопе де Вега (режиссёр Пётр Харлип), Адиля в спектакле «Дороги любви» Идриса Базоркина (режиссёр Н. Децик) и другие. Давлетмирзаев с равным успехом играл роли героические и комедийные, острохарактерные и драматические. Его герои — представители разных эпох, национальностей, возрастов и социальных групп.
Одной из самых громких удач актёра стало блестящее исполнение главной роли в комедии Абдул-Хамида Хамидова «Бож-Али» (режиссёр Пётр Харлип), премьера которого состоялась 1 мая 1965 года. После этой роли имя Давлетмирзаева стало неразрывно ассоциироваться с именем главного героя этого спектакля. Спектакль получил поистине всенародное признание, стал классикой чеченской сцены и был отмечен дипломом и премией на смотре, посвящённом 50-летию Октября.
Артист изумительно передал гнев героя, наказанного колхозом, ярко показывая хитрость и изворотливость Бож-Али, выманивающего деньги у тётки Маймы. Какое богатство доводов! А потом он демонстрирует танец, которым должен был покорить новую жену. Чуть косолапя, Бож-Али дрожит от внутреннего темперамента. Его танец великолепен. В двух-трех движениях, выразительных и четких по ритму, актёр показывает фанфаронство своего героя, делая его смешным, тогда как Бож-Али хочет казаться неотразимым. Удачно найденное актером сочетание грозной внешности и слабого характера создает живой образ,
— писала «Театральная жизнь» в 1965 году.
Давлетмирзаев сыграл роль Леонардо в сценической композиции Руслана Хакишева «Кровавая свадьба» по одноимённой пьесе Гарсиа Лорки. За успешное исполнение главной роли и вклад в развитие театрального искусства 21 декабря 1967 года ему было присвоено звание заслуженного артиста Чечено-Ингушетии.
В том же году, на пике популярности, Давлетмирзаев неожиданно для всех оставил театр и поступил на юридический факультет Всесоюзного юридического института. После стажировки был назначен следователем прокуратуры Октябрьского района Грозного.
В 1974 году снова вернулся в родной театр. Далее были роли Гнездикова в спектакле Руслана Хакишева «Бессмертные», Фердинанда в спектакле «Коварство и любовь» Фридриха Шиллера, Дона Диего в спектакле «Сид» Корнеля (режиссёр Мималт Солцаев), Ричарда III в одноимённом спектакле Мималта Солцаева, Князя в спектакле «Пир во время чумы» А. С. Пушкина (режиссёр Руслан Хакишев), Сальери в спектакле «Моцарт и Сальери» (Руслан Хакишев), судья Клеон в спектакле «Забыть Герострата!» Григория Горина (Мималт Солцаев), Сталина в спектакле Солцаева «В августе сорок четвёртого» на сцене Грозненского русского драматического театра имени М. Лермонтова и многие другие.
Спектакль «Песни вайнахов», созданный режиссёром Русланом Хакишевым по мотивам народного эпоса, в котором Давлетмирзаев сыграл роль Мусоста, был удостоен Государственной премии РСФСР.
За спектакль «Лениниана» режиссёр Мималт Солцаев и исполнитель роли Ленина Муталип Давлетмирзаев были удостоены Государственной премии им. К. С. Станиславского.
Указом Президиума Верховного Совета РСФСР от 13 января 1989 года М. Давлетмирзаеву было присвоено звание народный артист РСФСР.
Являлся заведующим кафедрой истории государства и права юридического факультета и преподавателем кафедры актёрского мастерства Чеченского государственного университета.
Скончался 10 декабря 2023 года на 85-м году жизни.

### Общественная позиция
В марте 2014 года поддержал аннексию Крыма, подписал письмо президенту России Владимиру Путину в поддержку аннексии.

## Звания
- Заслуженный артист Чечено-Ингушской АССР (21 декабря 1967);
- Народный артист Чечено-Ингушской АССР (10 ноября 1977);
- Заслуженный артист РСФСР (9 октября 1981);
- Государственная премия РСФСР имени К. С. Станиславского (1983);
- Народный артист РСФСР (13 января 1989);
- Медаль «За заслуги перед Чеченской Республики» (3 апреля 2017) — за вклад в развитие театрального искусства Чеченской Республики, творческую деятельность, получившую широкое признание и известность[4].

## Фильмография
- Горская новелла (1979);
- Когда отзовётся эхо;
- Приказано забыть (2014).